# 舟入幸町停留場
舟入幸町停留場（ふないりさいわいちょうていりゅうじょう、舟入幸町電停）は、広島県広島市中区舟入幸町にある広島電鉄江波線の停留場である。駅番号はE03。

## 歴史
舟入幸町停留場は1944年（昭和19年）6月、江波線の舟入本町停留場から舟入南町停留場までの区間が開通したのに合わせて開業した。ただ当時は太平洋戦争下であり、翌年の8月6日には原爆投下により江波線をはじめ広島電鉄の市内線は全線不通となる。当停留場も被爆の翌日に休止、そのまま1947年（昭和22年）に一度廃止された。停留場が復活したのはそれから10年以上経過した1959年（昭和34年）11月のことである。

### 年表
- 1944年（昭和19年）6月20日：江波線の舟入本町 - 舟入南町間が開通[3]。あわせて当停留場も開業[2]。
- 1945年（昭和20年）
  - 8月6日：原爆投下、市内線は全線不通となる[3]。
  - 8月7日：当停留場が休止[2]。
- 1947年（昭和22年）11月1日：江波線が復旧、運転を再開[3]。ただし当停留場は廃止される[2]。
- 1959年（昭和34年）11月1日：復活、再開業[2]。
- 2008年（平成20年）
  - 3月：下りホームが改修され、連接車両に対応したホームとなる。
  - 12月：当停留場 - 江波停留場間が公共車両優先システム（LRT優先制御）の実験区間に指定され、翌年3月までこの実験が行われる[4]。
- 2013年（平成25年）2月15日：9号線の運行が八丁堀から江波まで延長され、当停留場にも乗り入れる。

## 停留場構造

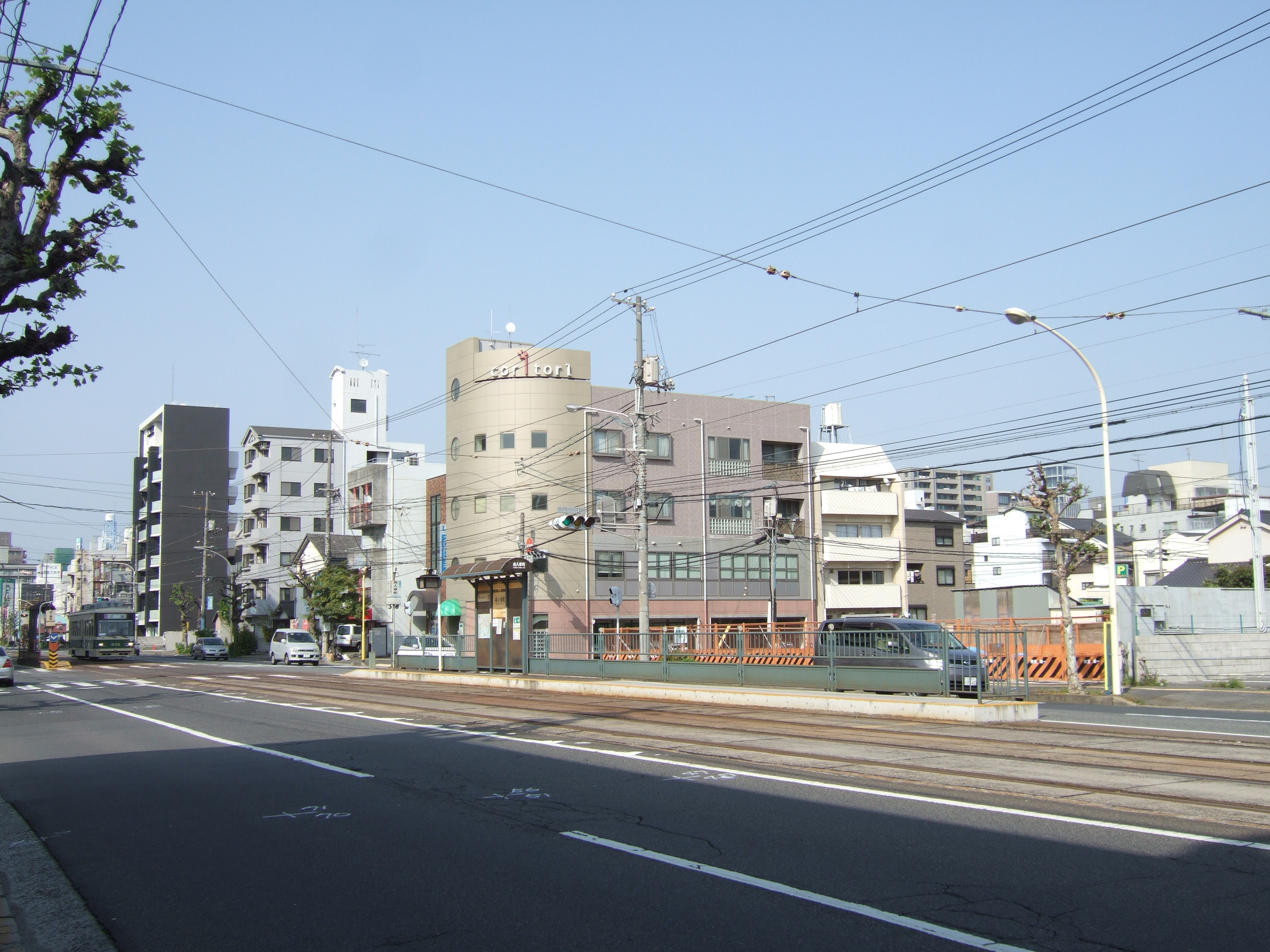
江波方面ホーム（2010年5月）

江波線の軌道は道路上に敷設された併用軌道であり、当停留場も道路上にホームが設けられている。ホームは低床式で2面あり、南北方向に伸びる2本の線路を挟んで配置されている。ただし互いのホームは交差点を挟んで南北にずれていて、交差点の北に土橋方面へ向かう上りホームが、南に江波方面へ向かう下りホームがある。下りホームは連接車両に対応した長さをもつ。

### 運行系統
当停留場には広島電鉄で運行されている系統のうち、6号線、8号線、9号線が乗り入れる。
| 上りホーム | 6号線                 | 広島駅ゆき |
| 上りホーム | 8号線                 | 横川駅ゆき |
| 上りホーム | 9号線                 | 白島ゆき   |
| 下りホーム | 6号線 · 8号線 · 9号線 | 江波ゆき   |

## 停留場周辺
付近は住宅街である。西にしばらく行くと天満川が流れ、東にしばらく行ったところには旧太田川（本川）が流れる。
- フレスタ舟入店
- スシロー舟入店
- 広島原爆養護ホーム舟入むつみ園
- 舟入公園
- 舟入第三公園

## 隣の停留場
広島電鉄
江波線
舟入本町停留場 (E02) - 舟入幸町停留場 (E03) - 舟入川口町停留場 (E04)